# 亲吻镜头

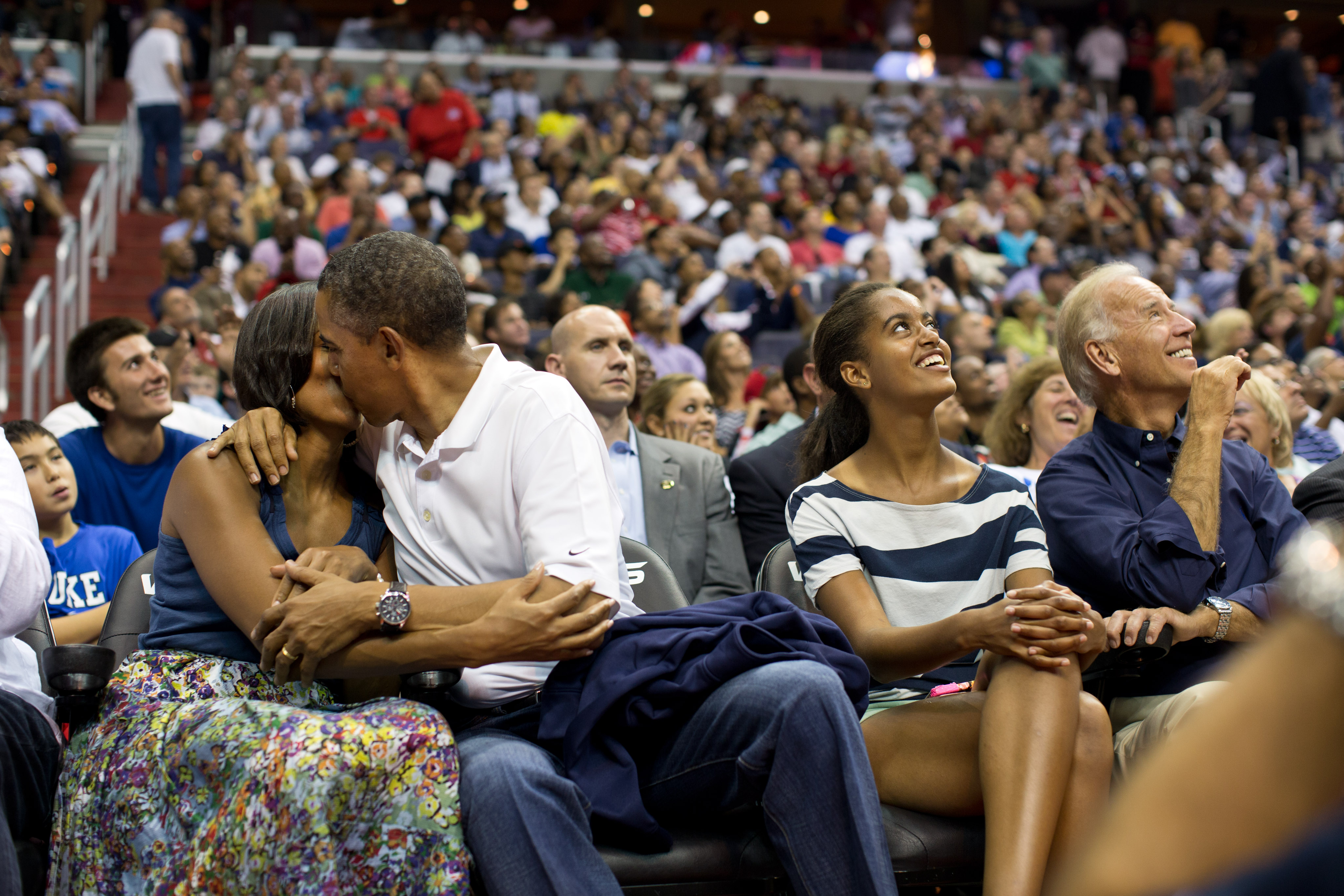
亲吻镜头

亲吻镜头是美国和加拿大的竞技场、体育场和球场經常出現的一個場景。當有体育比賽在舉行時，摄像机會扫描人群，攝影師想尋找現場觀賽群眾中是否有情侣，如果發現了情侶，摄像机會對著他們拍，攝影師會讓這對情侶當場接吻，如果這對情侶聽從攝影師的吩咐，那麼他们接吻的動作就会出現在体育场馆的巨型屏幕上。